# Campionati del mondo di ciclismo su pista 2011

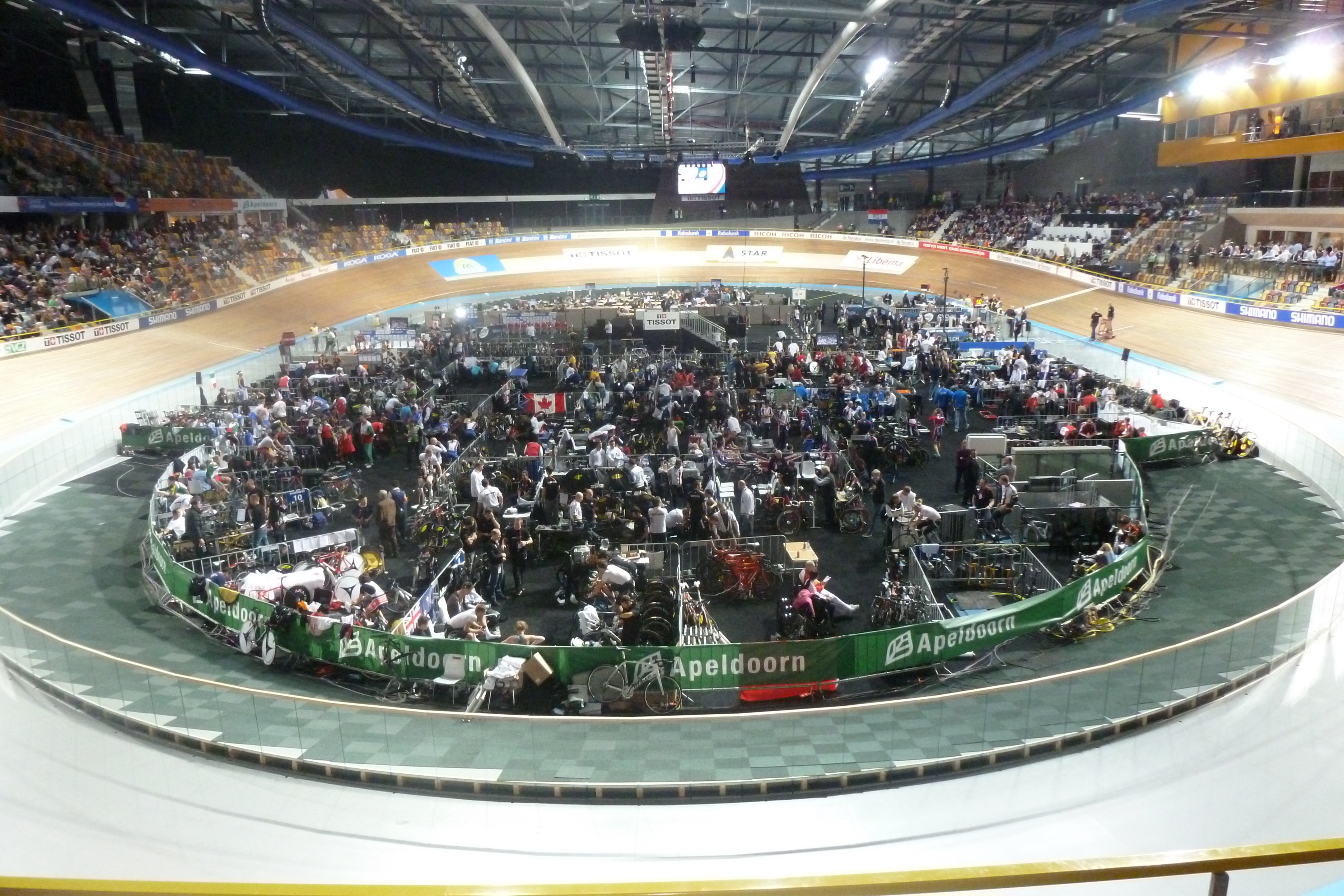
Vista interna dell'Omnisport Apeldoorn durante la manifestazione

I Campionati del mondo di ciclismo su pista 2011 (en.: 2011 UCI Track World Championships) si svolsero ad Apeldoorn, nei Paesi Bassi, tra il 23 e il 27 marzo.
Il programma comprendeva 19 eventi, di cui 10 maschili e 9 femminili.

## Eventi
Mercoledì 23 marzo
- 19:00-20:00 500 metri a cronometro femminile
- 20:00-20:15 Inseguimento a squadre maschile
- 20:35-21:10 Corsa a punti 35 km femminile
- 21:10-21:35 Scratch 15 km maschile

Giovedì 24 marzo
- 20:10-20:25 Inseguimento a squadre femminile
- 20:40-20:50 Velocità a squadre femminile
- 21:20-21:35 Inseguimento individuale maschile

Venerdì 25 marzo
- 19:15-20:00 Corsa a punti 40 km maschile
- 20:45-21:40 Velocità maschile
- 20:55-21:10 Inseguimento individuale femminile

Sabato 26 marzo
- 15:35-16:30 Velocità femminile
- 16:15-16:25 Keirin maschile
- 16:40-17:15 Omnium maschile
- 17:25-17:45 Scratch femminile

Domenica 28 marzo
- 13:30-15:10 Chilometro a cronometro maschile
- 15:55-16:50 Americana
- 16:50-17:15 Omnium femminile
- 17:35-17:45 Keirin femminile

## Medagliere
| Pos.   | Nazione       | Oro | Argento | Bronzo | Totale |
| ------ | ------------- | --- | ------- | ------ | ------ |
| 1      | Australia     | 8   | 2       | 2      | 12     |
| 2      | Gran Bretagna | 2   | 4       | 3      | 9      |
| 3      | Bielorussia   | 2   | 1       | 0      | 3      |
| 4      | Germania      | 2   | 0       | 1      | 3      |
| 5      | Stati Uniti   | 1   | 2       | 0      | 3      |
| 6      | Paesi Bassi   | 1   | 1       | 3      | 5      |
| 7      | Canada        | 1   | 0       | 0      | 1      |
| 7      | Colombia      | 1   | 0       | 0      | 1      |
| 7      | Hong Kong     | 1   | 0       | 0      | 1      |
| 10     | Nuova Zelanda | 0   | 3       | 1      | 4      |
| 11     | Rep. Ceca     | 0   | 2       | 0      | 2      |
| 12     | Francia       | 0   | 1       | 5      | 6      |
| 13     | Italia        | 0   | 1       | 1      | 2      |
| 13     | Lituania      | 0   | 1       | 1      | 2      |
| 15     | Russia        | 0   | 1       | 0      | 1      |
| 16     | Belgio        | 0   | 0       | 1      | 1      |
| 16     | Cina          | 0   | 0       | 1      | 1      |
| Totale | Totale        | 19  | 19      | 19     | 57     |

## Podi
| Evento                            | Oro                                                                 | Prestazione | Argento                                                            | Prestazione | Bronzo                                                                | Prestazione  |
| Uomini                            |                                                                     |             |                                                                    |             |                                                                       |              |
| Chilometro a cronometro dettagli  | Stefan Nimke Germania                                               | 1'00"793    | Teun Mulder Paesi Bassi                                            | 1'01"179    | François Pervis Francia                                               | 1'01"228     |
| Keirin dettagli                   | Shane Perkins Australia                                             |             | Chris Hoy Gran Bretagna                                            |             | Teun Mulder Paesi Bassi                                               |              |
| Velocità dettagli                 | Jason Kenny Gran Bretagna                                           |             | Chris Hoy Gran Bretagna                                            |             | Mickaël Bourgain Francia                                              |              |
| Velocità a squadre dettagli       | Germania René Enders Maximilian Levy Stefan Nimke                   | 44"483      | Gran Bretagna Matthew Crampton Chris Hoy Jason Kenny               | 44"235      | Australia Dan Ellis Matthew Glaetzer Jason Niblett                    | 45"241       |
| Inseguimento individuale dettagli | Jack Bobridge Australia                                             | 4'21"141    | Jesse Sergent Nuova Zelanda                                        | 4'23"865    | Michael Hepburn Australia                                             | 4'22"553     |
| Inseguimento a squadre dettagli   | Australia Jack Bobridge Rohan Dennis Luke Durbridge Michael Hepburn | 3'57"832    | Russia Evgenij Kovalëv Ivan Kovalëv Aleksej Markov Aleksandr Serov | 4'02"229    | Gran Bretagna Steven Burke Sam Harrison Peter Kennaugh Andrew Tennant | 4'02"781     |
| Corsa a punti dettagli            | Edwin Ávila Colombia                                                | 33 p.ti     | Cameron Meyer Australia                                            | 25 p.ti     | Morgan Kneisky Francia                                                | 23 p.ti      |
| Americana dettagli                | Australia Leigh Howard Cameron Meyer                                | 8 p.ti      | Rep. Ceca Martin Bláha Jiří Hochmann                               | 1 p.to      | Paesi Bassi Theo Bos Peter Schep                                      | 21 p.ti (-1) |
| Scratch dettagli                  | Kwok Ho Ting Hong Kong                                              |             | Elia Viviani Italia                                                |             | Morgan Kneisky Francia                                                |              |
| Omnium dettagli                   | Michael Freiberg Australia                                          | 34 p.ti     | Shane Archbold Nuova Zelanda                                       | 38 p.ti     | Gijs Van Hoecke Belgio                                                | 41 p.ti      |
| Donne                             |                                                                     |             |                                                                    |             |                                                                       |              |
| 500m a cronometro dettagli        | Vol'ha Panaryna Bielorussia                                         | 33"896      | Sandie Clair Francia                                               | 33"919      | Miriam Welte Germania                                                 | 34"496       |
| Keirin dettagli                   | Anna Meares Australia                                               |             | Vol'ha Panaryna Bielorussia                                        |             | Clara Sanchez Francia                                                 |              |
| Velocità dettagli                 | Anna Meares Australia                                               |             | Simona Krupeckaitė Lituania                                        |             | Victoria Pendleton Gran Bretagna                                      |              |
| Velocità a squadre dettagli       | Australia Kaarle McCulloch Anna Meares                              | 33"237      | Gran Bretagna Victoria Pendleton Jessica Varnish                   | 33"525      | Cina Gong Jinjie Guo Shuang                                           | 33"586       |
| Inseguimento individuale dettagli | Sarah Hammer Stati Uniti                                            | 3'32"933    | Alison Shanks Nuova Zelanda                                        | 3'33"229    | Vilija Sereikaitė Lituania                                            | 3'37"643     |
| Inseguimento a squadre dettagli   | Gran Bretagna Wendy Houvenaghel Danielle King Laura Trott           | 3'23"419    | Stati Uniti Dotsie Bausch Sarah Hammer Jennie Reed                 | 3'25"308    | Nuova Zelanda Kaytee Boyd Jaime Nielsen Alison Shanks                 | 3'24"065     |
| Corsa a punti dettagli            | Taccjana Šarakova Bielorussia                                       | 30 p.ti     | Jarmila Machačová Rep. Ceca                                        | 20 p.ti     | Giorgia Bronzini Italia                                               | 14 p.ti      |
| Scratch dettagli                  | Marianne Vos Paesi Bassi                                            |             | Katherine Bates Australia                                          |             | Danielle King Gran Bretagna                                           |              |
| Omnium dettagli                   | Tara Whitten Canada                                                 | 23 p.ti     | Sarah Hammer Stati Uniti                                           | 31 p.ti     | Kirsten Wild Paesi Bassi                                              | 42 p.ti      |